# NRW Umweltdaten vor Ort
NRW Umweltdaten vor Ort ist ein Umweltinformationssystem des Ministeriums für Umweltschutz und Naturschutz, Landwirtschaft und Verbraucherschutz des Landes Nordrhein-Westfalen (NRW).
Dieses Landesumweltportal bietet Informationen zu:
- Trinkwasserschutzgebieten, Heilquellenschutzgebieten, Wasserqualität von Flüssen, Badegewässern, Pegelständen und Hochwassern.

- Industrieemissionen, dem Luftqualitätsüberwachungssystem und Staubniederschlagsmessungen

- Naturschutzgebieten, Vogelschutzgebieten, FFH-Gebieten, Nationalparks, Naturparks und Naturwaldzellen

- Kläranlagen und Regenbecken

- Abfallentsorgungsanlagen

- Verbraucherzentralen

Zu allen im Informationssystem abrufbaren Standorten und Gebieten sind WGS84-Koordinaten verfügbar.